# ハトホル

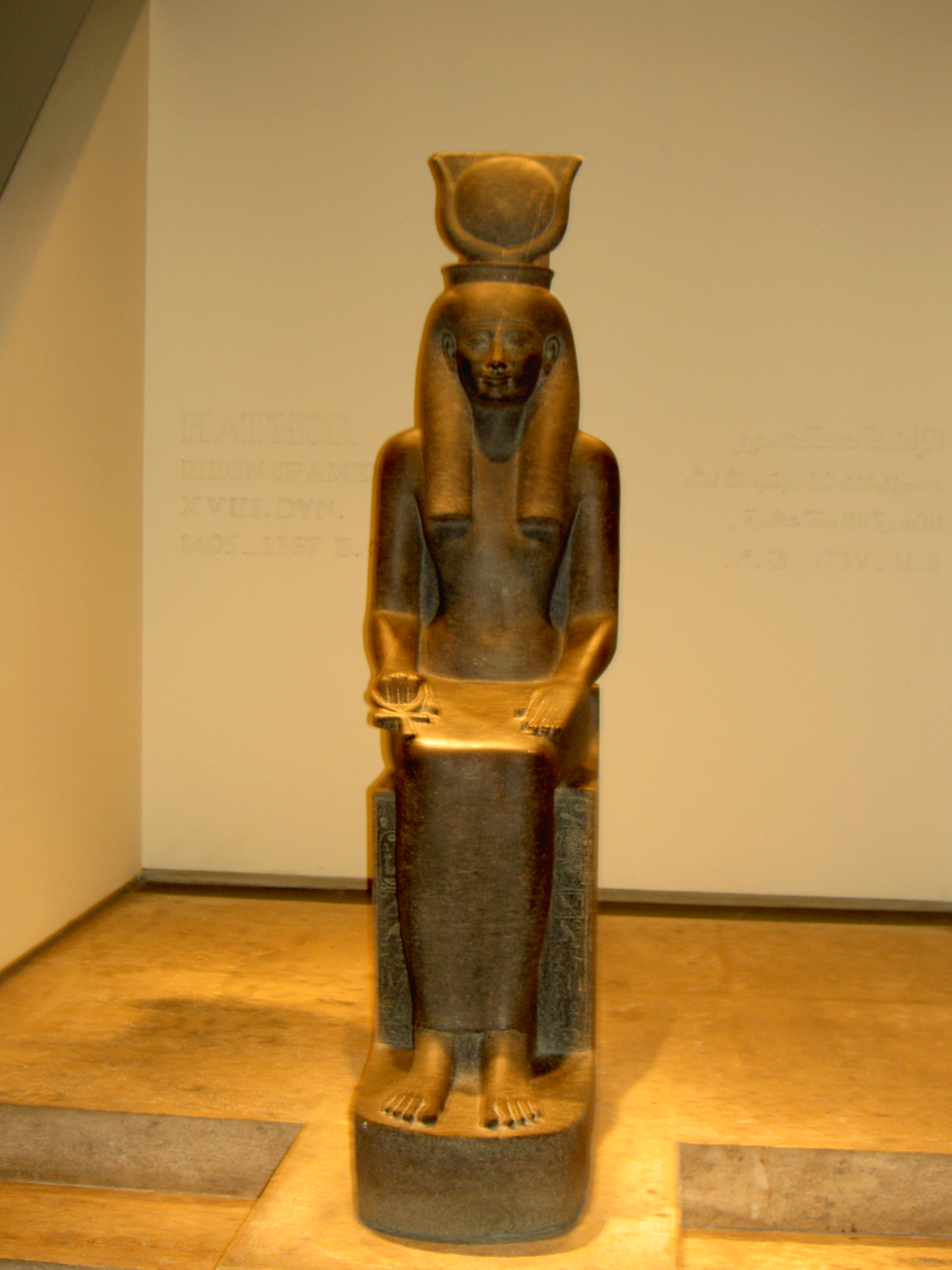
ルクソール美術館にあるハトホルの像

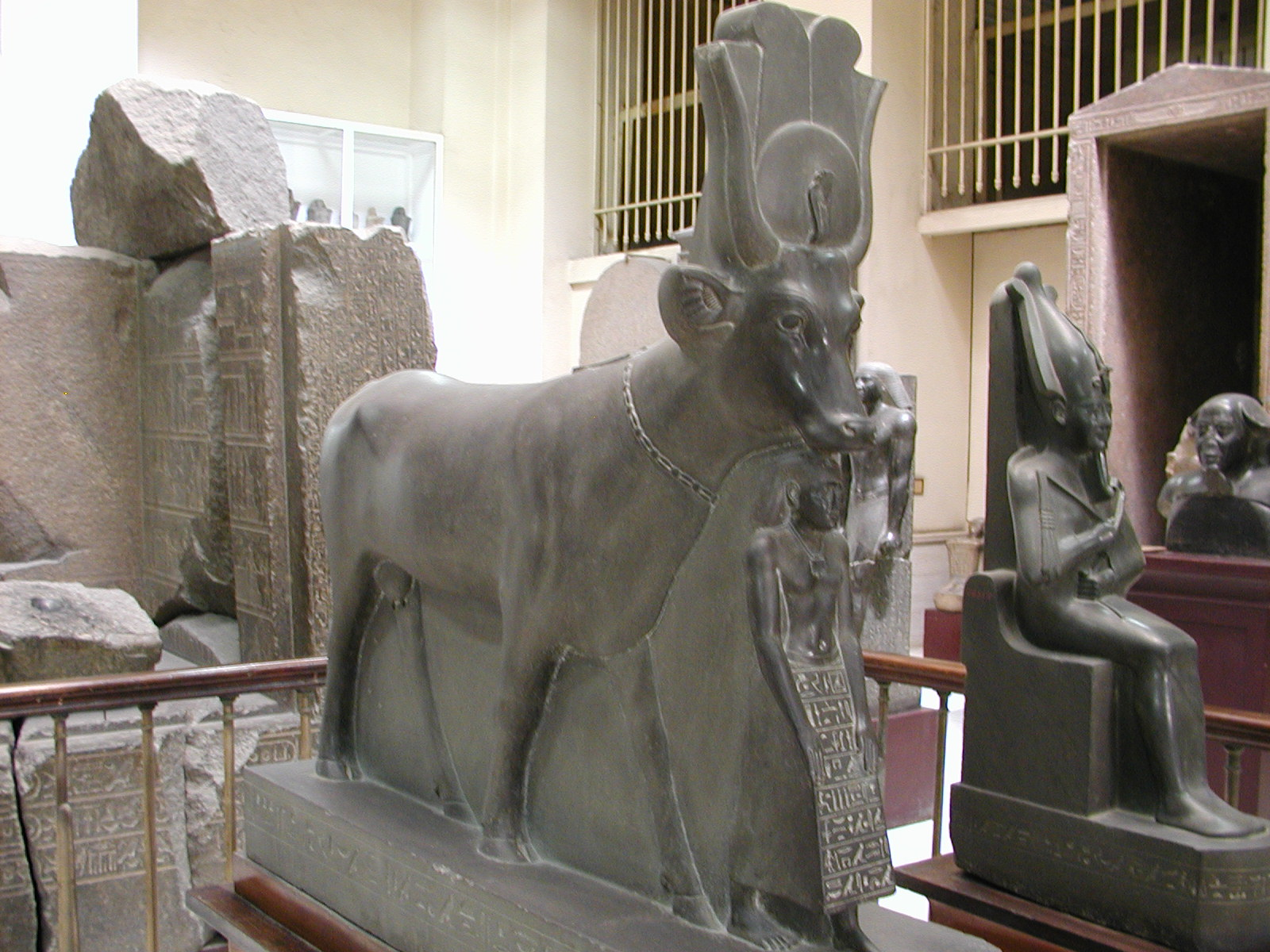
太陽円盤、コブラ、並びに彼女の首飾りと王冠といった、彼女のシンボルのすべてを着けた、牝牛として表現されたハトホルの彫刻

ハトホルあるいは、ハトル（Hathor）、フゥト・ホルは、古代エジプト神話の愛と美の女神。

## 概要
太陽神ラーを父に持つ。配偶神は父でもあるラー、天空神ホルス（小ホルス）、鰐の神セベク、ミイラ作りの神アヌビス。
ラーとの間にホルス（大ホルス）、小ホルスとの間に音楽の神イヒ、セベクとの間に月の神コンス、アヌビスとの間に戦いの神ウプウアウトを成した。他にも多くの神の夫となり、子供と考えられた神がいる。

## 名前の由来
その名前の意味は、「ホルス神の館（家）」と考えられており、ホルとは、ホルスのことを表しているとされる。ここからホルスの母あるいは、ホルス（「エドフのホルス（ホル・ベヘデティ）」）の妻と見做されるようになった。

## 外見
その姿は、牝牛か牝牛の頭部を持つ人間で表された。人間の女性の姿で表される時も頭には、牛の角が生えていることがあり、角の間に太陽円盤を載せ、牝牛の耳を持つ。

## 神話
セトとホルスが戦った時、ホルスの傷を癒した。ここから治療の神とされる。
また死者を冥界に導くとされる。

## 信仰と習合

### 信仰
世界を生み出した天の牝牛、鉱山の守護神、ホルスのこの世の姿であるファラオに乳を与える牝牛、妊婦を守る女神などの多様な性格を持っていたハトホルは、オシリスとイシスの伝説の広まりに伴って、オシリス信仰が主流になると、死者を養う女神としての性格も持つようになった。
冥界へ行く者達にパンと水（もしくは乳）とイチジクから作られた食物を与える役割を持ち、そこから「エジプトイチジクの木の貴婦人」または、「南方のイチジクの女主人」と呼ばれ、ハトシェプストやクレオパトラといった女性ファラオからも信仰を得た。
ハトホル信仰は中心地デンデラの他に、サイス、ヘルモポリス、ヘリオポリス、クサエ、ヘラクレオポリス、エスナを擁し、エジプト国外では、ヌビア、プント、シナイ半島にも及んだ。
時代が下り、ハトホル信仰は、イシスと共にローマ帝国にまで広がり、ギリシアではアプロディーテーと同一視された。

### 習合
ホルス神の母であり、ファラオの守護者であるという性格を持つ豊穣の女神イシスと同一視され、殺戮の女神セクメトは人間を滅ぼしかねない程に怒りにとらわれた女神ハトホルとされた。